# مخصوصاً یکشنبه
مخصوصاً یکشنبه (انگلیسی: Especially on Sunday) فیلمی در ژانر درام و کمدی-درام به کارگردانی جوزپه تورناتوره، مارکو تولیو جوردانا، جوزپه برتولوچی، و فرانچسکو باریلی است که در سال ۱۹۹۱ منتشر شد.

## بازیگران
- فیلیپ نوآره
- کیارا کازلی
- اورنلا موتی
- برونو گانتس
- نیکولتا براسچی
- ژان-هوگ آنگلاد
- ایوانو مارسکوتی
- آندرئا پرودان
- مادالنا فلینی
- نیکلا دی پینتو